# Centro Especializado de Alto Rendimiento de Tiro Olímpico Juan Carlos I
El Centro Especializado de Alto Rendimiento de Tiro Olímpico Juan Carlos I o simplemente CEAR Juan Carlos I, también llamado Campo de Tiro de Las Gabias, es una instalación deportiva para deportistas de alto rendimiento ubicada en la localidad granadina de Las Gabias, España. Está especializado en la práctica del tiro deportivo y, en menor medida, el tiro con arco. 
Es gestionado por la Fundación Española de Promoción del Tiro Olímpico, a título de la Real Federación Española de Tiro Olímpico. Fue inaugurado el 13 de junio de 2005 por Jaime Lissavetzky, secretario de Estado para el Deporte.

## Instalaciones
El recinto del centro, que cubre un área de 25 ha, cuenta con las instalaciones deportivas siguientes:
- Tiro de precisión
  - Galería de 10 m con 80 puestos
  - Galería de 25 m con 40 puestos
  - Galería de 50 m con 70 puestos
  - Galería de 300 m con 30 puestos
  - Galería de finales con 15 puestos

- Tiro al plato
  - Campo de foso olímpico con 5 puestos
  - Campo de doble foso con 6 puestos
  - Campo de foso universal con 6 puestos
  - Campo de skeet con 3 puestos

- Tiro con arco
  - Campo de tiro con arco con 30 puestos

El CEAR cuenta además con una armería, aulas, un salón de actos, un hotel, un restaurante, vestidores, duchas y una sauna.

## Eventos internacionales
- 2007: Campeonato Europeo de Tiro
- 2014: Campeonato Mundial de Tiro